# Nissos Samos
Die Nissos Samos ist ein 1988 als New Akashia in Dienst gestelltes Fährschiff der griechischen Reederei Hellenic Seaways. Sie wird auf der Strecke von Piräus über Psara, Inousses und Chios nach Mytilini eingesetzt.

## Geschichte

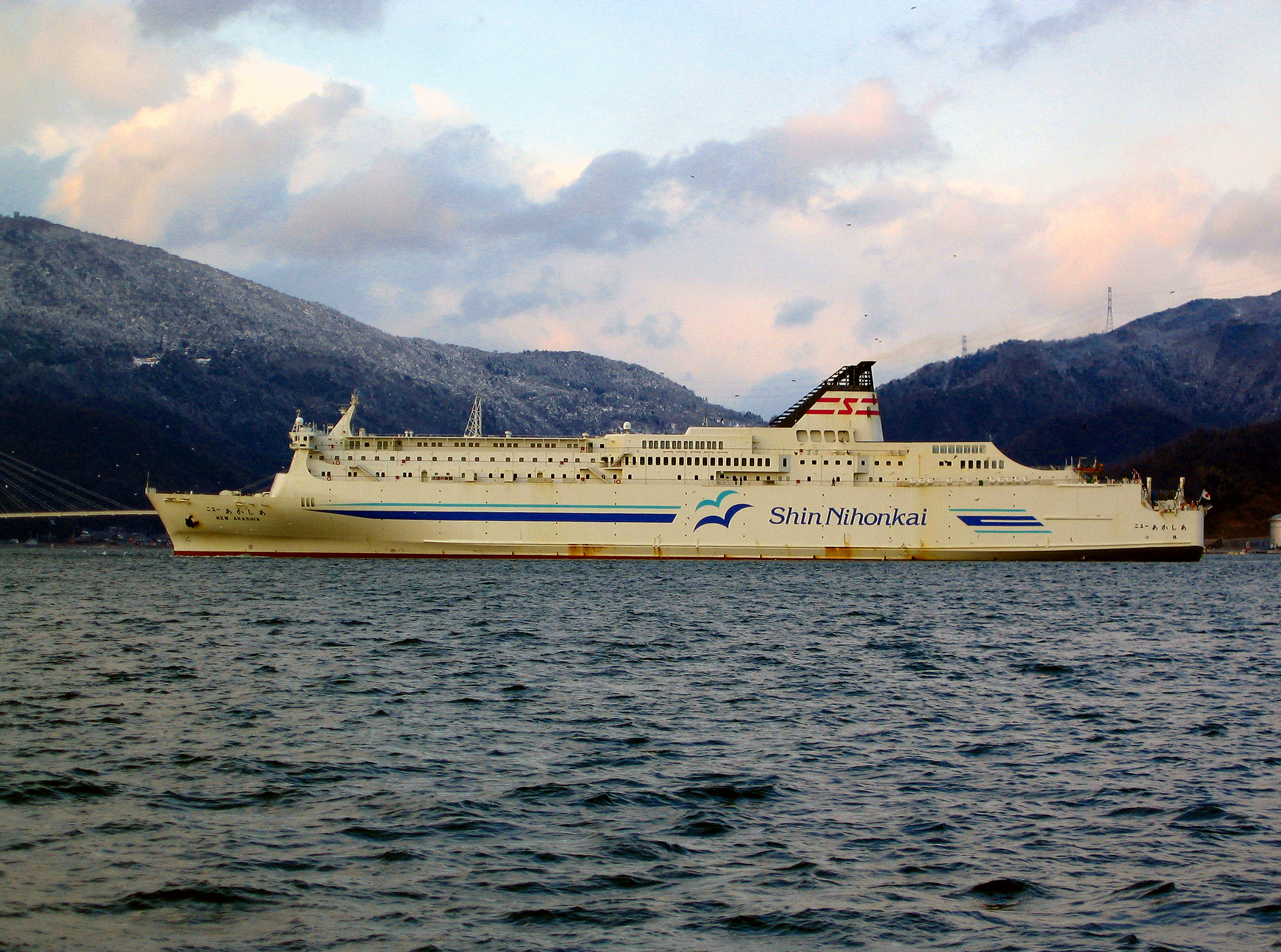
Als New Akashia im Februar 2004

Die New Akashia entstand unter der Baunummer 2972 bei Ishikawajima-Harima Heavy Industries in Kure und lief am 27. April 1988 vom Stapel. Die Ablieferung an die Shin-Nihonkai Ferry Company erfolgte im Juli 1988, die Indienststellung im selben Monat auf der Strecke von Otaru über Niigata nach Tsuruga und Maizuru. Die Fähre gehörte zu einer Baureihe von insgesamt vier in den Jahren 1987 bis 1994 in Dienst gestellten Schiffen, die jedoch teilweise stark in ihren Abmessungen voneinander abweichen. Ihr einziges direktes Schwesterschiff war die 1991 in Dienst gestellte und 2017 abgewrackte Ferry Lavender.
Im November 2004 ging die New Akashia an die griechische Reederei Endeavor Lines und wurde vor ihrer Überführung nach Griechenland im Dezember in Ionian Glory umbenannt. Das Schiff traf am 13. Januar 2005 in Drapetsona ein, wo Umbauarbeiten für den Dienst im Mittelmeer erfolgten. Hierbei erhielt die Fähre im Juni 2005 den Namen Ionian Queen. Am 20. August desselben Jahres erfolgte die Indienststellung zwischen Patras, Igoumenitsa und Bari. Ab März 2008 lief die Ionian Queen anstatt Bari die Häfen von Korfu und Brindisi an.
Im Februar und März 2011 beteiligte sich das Schiff an der Evakuierung von Flüchtlingen aus Libyen nach Iraklio. Anschließend kehrte es in den Fährdienst zurück. Am 11. September 2012 wurde die Ionian Queen aufgrund der Insolvenz der Endeavor Lines in Patras arrestiert. Nach mehr als drei Jahren inaktiver Liegezeit ging das Schiff im Dezember 2015 in einer Versteigerung für etwa drei Millionen Euro an die Reederei Hellenic Seaways und nahm im Juli 2016 als Nissos Samos wieder den Dienst auf. Die unter der Flagge Zyperns stehende Fähre bedient die Strecke von Piräus über Psara, Inousses und Chios nach Mytilini.